# 贝古萨赖
贝古萨赖（Begusarai），是印度比哈尔邦Begusarai县的一个城镇。总人口93378（2001年）。

## 人口
该地2001年总人口93378人，其中男性49812人，女性43566人；0—6岁人口14295人，其中男7443人，女6852人；识字率65.47%，其中男性为71.92%，女性为58.10%。